# Museu Histórico de Ipê
O Museu Histórico do Ipê, também conhecido pelo acrônimo MHI, é um museu brasileiro localizado em Ipê, Rio Grande do Sul . Onde abriga diversas relíquias antigas, bem como a história da região, incluindo artefatos dos povos nativos que a habitaram. 
O MHI tem como objetivo manter vivos os acontecimentos e descobertas da área, transmitindo conhecimento às gerações futuras. Fundada em 2012, passou por diversas alterações ao longo dos anos, resultando em desgastes nas peças da coleção. Em 2022, o museu encontrou finalmente um espaço permanente no antigo edifício do Seminário, que hoje pertence ao município. A Secretaria Municipal de Educação e Cultura supervisionou as reformas necessárias, com o apoio da Secretaria Municipal de Obras Públicas e de alunos do Núcleo de Preservação do Museu, supervisionados pela professora Cristiane dos Anjos Parisoto. O museu também abriga a Biblioteca Mário Quintana e a Sala dos Artesãos.     

## Galeria

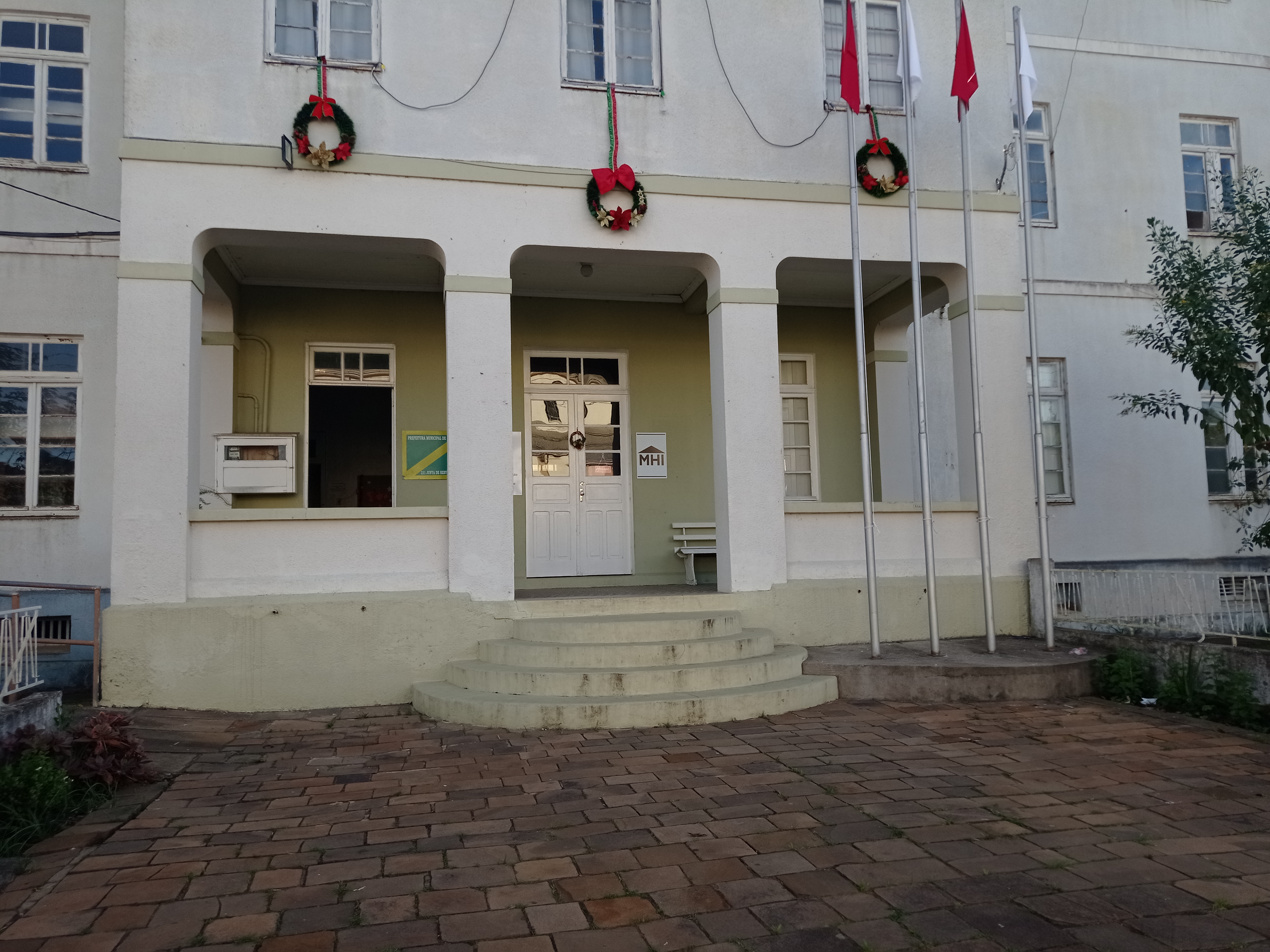
A imagem retrata o Museu Histórico de Ipê, capturando a fachada e os arredores do edifício.